# Base de entornos
En topología, el sistema de entornos de un punto {\displaystyle x} en un espacio topológico {\displaystyle X} es la familia {\displaystyle Ent(x)} de todos los entornos de {\displaystyle x} en {\displaystyle X}. Una base de entornos o sistema fundamental de vecindades en torno a {\displaystyle x} es una familia de entornos de {\displaystyle x} en {\displaystyle X} que determina su sistema de entornos.
El sistema de entornos de {\displaystyle x} guarda, intuitivamente, toda la información topológica del espacio cerca de {\displaystyle x}. A menudo no es necesario trabajar con todos los entornos de un punto, y se toma para ello una base de entornos, que encierra la misma información. Por ejemplo, para comprobar la continuidad de una aplicación {\displaystyle f:X\to X'} en un punto {\displaystyle x}, basta comprobar que la preimagen de cualquier entorno básico de {\displaystyle f(x)} es un entorno de {\displaystyle x}.
También se pueden escoger bases de entornos que cumplan cierta propiedad especial, como ser todos abiertos o compactos. Surgen así propiedades locales de los espacios topológicos como la compacidad local, la arco conexidad local o el primer axioma de numerabilidad.
El sistema de entornos no es sino una instancia del concepto más general de filtro. Desde esta perspectiva, una base de entornos es una base del filtro de entornos.

## Definición
Dado un punto {\displaystyle x\in X}, una base de entornos del punto es una familia {\displaystyle \beta (x)} de entornos de {\displaystyle x} de manera que para cada entorno del punto, existe uno básico contenido. Es decir, {\displaystyle \beta (x)} es base de entornos de {\displaystyle x} si y sólo si: 
{\displaystyle \forall V\in Ent(x),\exists U\in \beta (x)\ :\ U\subseteq V.}
El sistema entero de entornos se recupera a partir de la base de entornos:
{\displaystyle Ent(x)=\{V\subseteq X\ :\ \exists U\in \beta (x),\ U\subseteq V\}.}

## Clases de bases de entornos
- Base de entornos abiertos: Es una base de entornos en la que cada entorno es un conjunto abierto.
- Base de entornos cerrados: Es una base de entornos en la que cada entorno es un conjunto cerrado.
- Base de entornos compactos: Es una base de entornos en la que cada entorno es un conjunto compacto.
- Base de entornos conexos: Es una base de entornos en la que cada entorno es un conjunto conexo.
- Base de entornos conexos por caminos: Es una base de entornos en la que cada entorno es un conjunto conexo por caminos.
- Base de entornos simplemente conexos: Es una base de entornos en la que cada entorno es un conjunto simplemente conexo.
- Base de entornos convexos: En un espacio vectorial topológico  s una base de entornos de un punto en la que cada entorno es un conjunto convexo.

## Ejemplos
- En el conjunto {\displaystyle \mathbb {R} } de los reales, con la topología usual, los intervalos abiertos centrados en el punto {\displaystyle x} originan todos los entornos de {\displaystyle x} en el siguiente sentido: todo entorno de {\displaystyle x} contiene un intervalo abierto centrado en {\displaystyle x}. Es decir, los intervalos abiertos centrados en {\displaystyle x} son un sistema fundamental de entornos del punto {\displaystyle x}.
- Si {\displaystyle X} es un espacio topológico discreto y {\displaystyle x} es un punto de {\displaystyle X}, entonces el conjunto unitario {\displaystyle \{x\}} es un sistema fundamental de vecindades de {\displaystyle x}.
- Si {\displaystyle X} es el plano con la topología común de las bolas abiertas, la colección de todas las bolas centradas en el punto {\displaystyle x} es un sistema fundamental en torno a {\displaystyle x}. Asimismo la colección de todas las bolas abiertas con radio racional con centro en {\displaystyle x}.
- Para el conjunto {\displaystyle \mathbb {R} }, con la topología del límite inferior, {\displaystyle B_{[\ )}}{\displaystyle =\{[a,b):b\in R{\text{ con }}a<b\}} constituye un sistema fundamental de vecindades para cualquier punto {\displaystyle a}.
- En general, la familia de todos los entornos abiertos de un punto es una base de entornos.
- Una base de entornos cerrados de un punto en un espacio métrico es el conjunto de todas las bolas cerradas de radio positivo centradas en el punto. En un espacio topológico general, tal base no tiene por qué existir. Por ejemplo, para la recta real con la topología cofinita, el único entorno cerrado de un punto es todo el espacio.